# Paříž 15:17
Paříž 15:17 (v anglickém originále The 15:17 to Paris) je film režiséra Clinta Eastwooda. Film je založen na skutečných událostech, které proběhly v srpnu 2015 ve Francii. Tehdy šestadvacetiletý muž zaútočil na cestující vysokorychlostního vlaku, ale byl zpacifikován trojicí amerických vojáků. O činu následně vznikla kniha, která posloužila jako předloha pro tento film. Do podoby scénáře jej zpracovala Dorothy Blyskal. Hlavní role ve filmu hrají přímo ti vojáci, kteří byli na místě činu, tedy Anthony Sadler, Alek Skarlatos a Spencer Stone. Dále ve filmu hráli například Judy Greer, Tony Hale a Thomas Lennon. Premiéra filmu proběhla 9. února 2018.

## Děj
Spencer Stone a Alek Skarlatos navštěvují křesťanskou střední školu na předměstí. Spojuje je zájem o zbraně, kvůli problémovému chování jsou často v ředitelně. Jednou, když byli posláni do ředitelny, potkali dalšího studenta, který se ve škole také často chová špatně, Anthonyho Sadlera, a všichni tři se stali přáteli. Spencer a Alek pocházejí z rodin matek samoživitelek a jejich matky se za ně často postaví, když jsou zavolány do ředitelny ohledně jejich nevhodného chování ve škole. 
Spencer obsluhuje, během práce na částečný úvazek v obchodu se smoothie, náboráře pro námořní pěchotu Spojených států. Ptá se náboráře, jakou vojenskou větev by si vybral, kdyby se mohl vrátit zpět na začátek. Náborář odpovídá, že by zvolil jednotku Air Force Pararescue, protože zachraňují životy a „zřejmě dělají v terénu skvělou práci“. Spencera to zaujalo a rozhodl se, že se chce k této jednotce přihlásit. Začne se tedy snažit zhubnout. Po několika měsících pečlivého výcviku a cvičení se dostane do mnohem lepší kondice a přihlásil se k letectvu v naději, že se stane parazáchranářem. 
Po absolvování základního výcviku se Spencer podrobuje zkouškám, aby se kvalifikoval pro školu na parazáchranáře. Ale protože má vadu zraku, špatné vnímání hloubky, je odmítnut. Naštvaný si vybere jednu z ostatních jednotek letectva, u kterých mu zůstala možnost přijetí, a brzy je umístěn v zahraničí. Jeho přítel Alek narukoval do armády a byl vyslán do Afghánistánu. Na Skypu mu Alek řekl, že plánuje navštívit svou přítelkyni v Německu, a oba se tam rozhodli setkat při jejich příští dovolené. Spencer kontaktoval Anthonyho, který je nyní vysokoškolským studentem, a přemluvil ho, aby přijel do Evropy na dovolenou a navštívil Itálii. Poté se všichni tři setkají v Německu a rozhodnou se odjet do Amsterdamu. Po několika dnech se rozhodnou, že chtějí navštívit Francii. Odjíždějí z stanice Amsterdam Centraal vlakem v 15:17 do Paříže. 
Ve vlaku se vše zdá být v pořádku, dokud si v Americe narozený Francouz Mark Moogalian nevšimne, že jedna z toalet je obsazena neobvykle dlouhou dobu. Když se snaží zjistit o co jde, z toalety vyběhne terorista s útočnou puškou. Další cestující, Damien A., popadne teroristu za krk a Moogalianovi se podaří vytrhnout z jeho rukou pušku, ale poté je střelen do zad 9mm pistolí. Cestující začínají utíkat ze svých sedadel a spěchají k předním vozům vlaku a snaží se uniknout. 
Nakonec se terorista přiblíží k dalšímu vozu, kde sedí Spencer a jeho přátelé. V okamžiku, kdy ho Spencer uvidí, se rozhodne jednat. Jeho jedinou nadějí a jedinou nadějí zbývajících cestujících je, že teroristu porazí. Spencer se rozběhne směrem k teroristovi v naději, že ho podmaní, než bude zastřelen. Díky pozoruhodnému štěstí se teroristova zbraň zasekne právě v okamžiku, kdy se chystá vystřelit, a je s ním konfrontován Spencer, který teroristu úspěšně odzbrojí. Alek, Anthony a další cestující, kteří viděli Spencerův pokrok v odzbrojování si teroristy, se připojili ke snaze pokusit se teroristu úplně přemoci a nakonec úplně vyřadit. Spencer poté zastaví Mooliganovo krvácení tak, že prstům ucpe ránu na jeho krku. Policie na další stanici vstupuje do vlaku plně ozbrojená, zjišťující že Spencer teroristu zneškodnil, a záchranáři začnou ošetřovat jeho zranění a vážnější zranění postřeleného cestujícího. Záchranáři odvezou Moogaliana na pohotovost v místní nemocnici a on přežije. 
Při slavnostním ceremoniálu jsou Spencer, Alek a Anthony uznáni jako hrdinové Francie za jejich odvahu a statečnost. Později bylo zjištěno, že terorista byl vyzbrojen více než 300 náboji se zjevným cílem zavraždit všechny, kteří nastoupili do vlaku. Pravděpodobnost konkrétního selhání a zaseknutí náboje v zbrani teroristy byla méně než jednu z tisíce. Francouzští úředníci na slavnostním ceremoniálu k uctění Spencerova nezištného činu uznávají jeho statečnost a je mu udělen francouzský řád Čestné legie. Dne 22. září 2015 obdržel Mark Moogalian od prezidenta Françoise Hollande řád Čestné legie za své činy ve vlaku.